# Bertrand Vecten
Bertrand Vecten (født 26. februar 1972 i Compiègne, Frankrig) er en fransk tidligere roer.
Vecten var en del af den franske firer uden styrmand, der vandt sølv ved OL 1996 i Atlanta. Bådens øvrige besætning var Olivier Moncelet, Daniel Fauché og Gilles Bosquet. Franskmændene sikrede sig sølvet efter en finale, hvor den australske båd vandt guld, mens Storbritannien fik bronze. Det var det eneste OL han deltog i.
Vecten vandt desuden én VM-medalje, en sølvmedalje i firer uden styrmand ved VM 1997.

## OL-medaljer
- 1996:  Sølv i firer uden styrmand